# Gustav von Moser

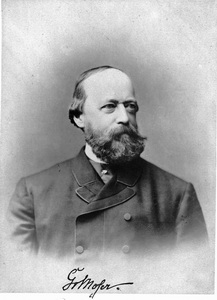
Gustav von Moser auf einer Fotografie von Nicola Perscheid

Gustav Albert von Moser (* 11. Mai 1825 in Spandau; † 23. Oktober 1903 in Görlitz) war ein deutscher Schriftsteller und Lustspieldichter.

## Leben

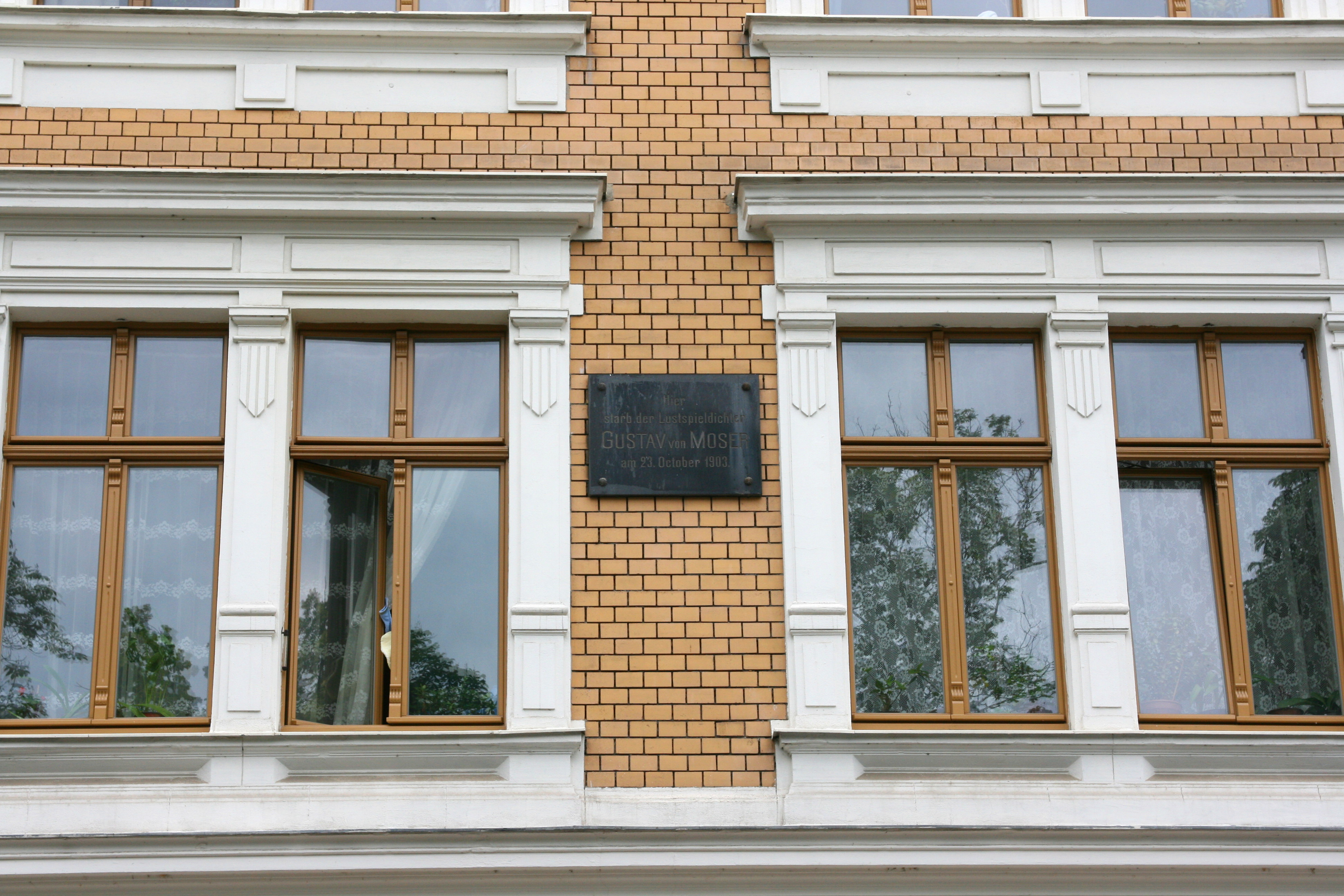
Gedenktafel an Gustav von Mosers Sterbeort, Elisabethstraße 16 in Görlitz

Moser wurde als der Sohn eines Majors geboren und im Berliner Kadettenkorps für die Militärlaufbahn erzogen. Im September 1843 trat er als Leutnant ins Garde-Schützen-Bataillon von Berlin ein. Er war 1848 bei der Niederschlagung von Aufständen in Schleswig-Holstein sowie im Krieg Preußens gegen Dänemark eingesetzt, dort wurde er zum Oberleutnant befördert und nach Görlitz versetzt.
Dort war 1854 oder 1855 sein erstes Lustspiel „Ein weiblicher Husar“ aufgeführt worden, das später zu dem Stück „Eine Frau, die in Paris war“ umgearbeitet wurde. 1856 quittierte er seinen Dienst und widmete sich zunächst der Landwirtschaft und ließ sich auf seinem Gut Holzkirch bei Lauban in Schlesien nieder. Dort entwickelte er seine Neigung, für das Theater zu schreiben.
Von den zwei dort verfassten Einaktern – Schach und matt & Er soll dein Herr sein – feierte das zweite Stück große Erfolge am Wallner-Theater.
Eine Kooperation mit dem Theaterdichter Roderich Benedix für ein gemeinsames Theaterstück, „Das Stiftungsfest“, scheiterte zwar, aber Moser beendete das angefangene Stück alleine. Er erhielt dafür von Heinrich Laube einen ausgelobten Preis, in Höhe von 100 Dukaten für das erfolgreichste Lustspiel des Jahres.
Um 1874 verpflichtete sich Gustav von Moser gänzlich dem Wallner-Theater, dessen Repertoire er fortan dominierte. 1875 hatte dort „Der Veilchenfresser“, sein erster Militärschwank, Premiere, nachdem er, wie viele seiner Werke, zunächst an den Provinzbühnen von Görlitz, Bad Warmbrunn oder Lauban erprobt worden war.
Veilchenfresser war ein populärer Gassenhauer und feierte große Erfolge und festigte die Reputation von Moser, der durch die seit der Reichsgründung herrschende patriotische Stimmung und durch die entsprechende Gestaltung der Spielpläne begünstigt wurde.
1880 brachte Moser sein zweitgrößtes Theaterstück „Krieg im Frieden“ mit Franz von Schönthan heraus. Mit 1066 Aufführungen an 79 Theatern in der ersten Spielzeit wurde es zu einem der publikumswirksamsten Stücke der deutschen Theatergeschichte. 1882 brachte von Moser mit die Fortsetzung „Reif-Reiflingen“ heraus, die ähnlich populär war.
Auch international feierte Moser große Erfolge, insbesondere am Wiener Burgtheater sowie in der Schweiz, Italien und am New Yorker Germania-Theater.
Noch Jahre nach seinem Tod gehörte er zu den meistgespielten deutschen Autoren. Erst um 1914 klang die Aufführungsfrequenz von seinen Theaterstücken langsam ab. Um 1933 erfuhren sie eine kleine Renaissance.
Gustav von Moser war ein Mitglied im Bund der Freimaurer, seine Loge Isis war in Lauban ansässig; in seiner Dialogreihe „Kaudels Gardinenpredigten“ wird auch die Freimaurerei behandelt.

### Stil der Stücke
Eine umfassende Milieustudie ist in Mosers Theaterstücken kaum zu finden, die Charakterschilderung beschränkt sich hauptsächlich auf Stereotype. Die Handlung liegt schwerpunktmäßig auf Situationskomik und Liebesbeziehungen. Der spezifisch militärische Alltag mit seinem Drill bleibt ausgespart. Sozialhistorisch gesehen behandeln die Werke die zunehmende Präsenz des kaiserlichen Militärs im Alltagsleben und machten sich dessen Akzeptanz zunutze, indem sie bürgerliche mit soldatischen Klischees vereinigen. Der Soldat erschien als Bürger, wie umgekehrt dem Bürger militärische Tugenden nahegelegt wurden.
Von dem Schriftsteller Theodor Fontane wurden die Stücke gattungsbezogen gewürdigt, von dem Theaterkritiker Otto Brahm dagegen heftig kritisiert.

## Denkmal
Der Berliner Bildhauer Harro Magnussen schuf in seinem Atelier ein Denkmal des Dichters, das im Jahre 1907 neben dem Kaisertrutz aufgestellt wurde. Das Standbild stellt von Moser im offenen Gehrock dar. Der linke Arm ruht dabei auf einer mit einer Maske geschmückten Säule. Das linke Bein ist leicht vorgestellt, der Blick in die Ferne gerichtet.

## Werke
Moser war Verfasser situationskomischer Lustspiele und Schwänke. Durch seine vormalige militärische Karriere schrieb er viele Militärparodien und -schwänke. Lange Zeit war Moser einer der wichtigsten Autoren des Berliner Schauspielhauses. Eine Sammlung seiner späteren Stücke erschien in 17 Bänden (Berlin 1873–1886).
- Vom Leutnant zum Lustspieldichter (Autobiographie). Hinstorff, Wismar 1908.
- Ein weiblicher Husar. Scherz in einem Aufzug. Selbstverlag, Berlin 1857.
- Er soll dein Herr sein! Lustspiel in einem Akt. Bloch, Berlin 1860. (Digitalisat)
- (Mit Lvin Schücking) Die Novizen. Intriguen-Lustspiel in 4 Akten. Michaelson, Berlin 1862.
- (Mit W. Drost) Eine kranke Familie. Schwank in drei Akten. Kolbe, Berlin 1862. (Digitalisat)
- Vernachlässigt die Frauen nicht. Lustspiel in einem Act. Luttmann, Berlin 1862.
- Moritz Schnörche oder eine unerlaubte Liebe. 1863. (Digitalisat)
- Aus Liebe zur Kunst. Posse mit Gesang in 1 Akt. Bloch, Berlin 1864. (Digitalisat)
- Ich werde mir den Major einladen. Lustspiel in einem Akt. Bloch, Berlin 1865. (Digitalisat der 3. Aufl.)
- Das Stiftungsfest. Schwank in drei Aufzügen. Michaelson, Berlin 1871.
- Der Elephant. Lustspiel in vier Akten. Michaelson, Berlin 1873.
- Ultimo. Lustspiel in 4 Aufzügen. Görlitz 1874. (Digitalisat Ausg. 1875)
- Die Versucherin. Lustspiel in einem Aufzuge. Vierling, Görlitz 1874. (Digitalisat)
- Ein amerikanisches Duell. Lustspiel in 1 Akt. Bloch, Berlin 1874.
- Unsere Frauen. Lustspiel in fünf Akten. Bloch, Berlin 1875. (Digitalisat)
- Der Veilchenfresser. Lustspiel in vier Akten. 1876. (Digitalisat Regiebuch; 1926 verfilmt)
- Reflexe. Lustspiel in einem Akte. Leipzig 1877.
- Die Raben. Charakterbild in drei Akten. Ferber und Seydel, Leipzig 1877. (Digitalisat)
- Der Bibliothekar Schwank in 4 Acten. Bloch, Berlin 1879.
- Der Hausarzt. Lustspiel in einem Akt. Ferber und Seydel, Leipzig 1879. (Digitalisat)
- (Mit Franz Schönthan) Krieg im Frieden. Lustspiel in 5 Akten. Bloch, Berlin 1880.
- Eine kleine Mondfinsterniss. Lebensbild in 1 Akt. Bloch, Berlin 1880. (Digitalisat der 4. Aufl.)
- Der Schimmel. Lustspiel in einem Akt. Mutze, Leipzig 1877. (Digitalisat)
- Der moderne Barbar.
- Schach und Matt
- Der Hypochonder. Lustspiel in vier Akten. Ferber und Seydel, Leipzig 1877. (Digitalisat)
- Glück bei Frauen. Lustspiel in vier Akten. Bloch, Berlin 1882.
- Reif-Reiflingen. Schwank in 5 Akten. Bloch, Berlin 1882.
- Köpnickerstraße 120. Schwank in 4 Akten, Bloch, Berlin 1884.
- Der Salontiroler. Lustspiel in vier Akten. Bloch, Berlin 1885.
- (Mit Adolph L’Arronge) Der Registrator auf Reisen. Posse mit Gesang in 3 Akten. Bloch, Berlin 1886.
- (Mit Thilo von Trotha) Ein Husarenstreich. Bloch, Berlin 1894.
- (Mit Franz von Schönthan) Der Zugvogel. Bloch, Berlin 1881.
- (Mit Thilo von Trotha) Die schöne Sünderin. Reclam, Leipzig 1900.
- (Mit Thilo von Thotha) Auf Strafurlaub. Reclam, Leipzig 1900.